# 봉신연의 (2019년 드라마)
《봉신연의》(封神演义)는 2019년 방송되었던 중국의 드라마이다.

## 원작
봉신연의(2019년 드라마)의 원작은 중국 명나라 시대의 봉신연의이다. 그러나 재해석의 플롯이 많아 드라마상의 원작으로도 평가받고있다.

## 소개
- 강자아, 달기, 강왕후, 신공표 간의 분쟁과 이랑신 양전의 성장사를 그린 판타지 드라마

## 등장 인물
- 뤄진 - 이랑진군 역
- 왕리쿤 - 달기 역
- 위허웨이 - 강상 역
- 등륜 - 자허 역
- 하두연 (何杜娟) - 소아 역
- 추조룡 - 제신 역
- 호정 (Sophia) - 강황후 역
- 해일천 (海一天) - 신공표 역
- 양진륜 (梁振伦) - 나타 역
- 안보현 - 호위무사 역
- 가오슝 - 주 문왕 역

## 인터넷 비디오 채널
인터넷 비디오 채널 플랫폼인 망고 TV, 넷플릭스 등에서 방영하였다.